# John Henry Anstice
John Henry Anstice, britanski general, * 1897, † 1970.